# Südlicher Wittling
Der Südliche Wittling (Micromesistius australis) ist eine Fischart aus der Familie der Dorsche, die in zwei geografisch voneinander getrennten Populationen auf der südlichen Erdhalbkugel vorkommt. Eine Population lebt von 38ºS bis 62ºS im westlichen Südatlantik an den Küsten Patagoniens, der Falklandinseln, Südgeorgiens, der Südlichen Orkneyinseln, der Südlichen Shetlandinseln und im südöstlichen Pazifik an der Küste Chiles, die andere rund um die Südinsel von Neuseeland.

## Merkmale
Der Südliche Wittling kann eine Maximallänge von 90 cm erreichen, bleibt in den meisten Fällen aber bei einer Länge von 60 cm. Die Fischart hat drei Rücken- und zwei Afterflossen, die jeweils durch weite Zwischenräume voneinander getrennt sind. Die erste Afterflosse ist länger als die zweite. Die dritte Rückenflosse und die zweite Afterflosse stehen einander symmetrisch gegenüber. Der vorstehende Unterkiefer trägt an der Spitz keine Bartel. Von der zweiten Art der Gattung Micromesistius, dem Blauen Wittling (Merlangius merlangus) des Nordatlantiks, kann der Südliche Wittling vor allem durch die größere Zahl von Kiemenrechen auf dem ersten Kiemenbogen unterschieden werden (38–48 vs. 26–34).

## Lebensweise
Der Südliche Wittling lebt in Tiefen von 70 bis 800 Metern freischwimmend, aber oft in der Nähe des Meeresbodens (benthopelagisch), im Sommer eher über dem Schelf und im Winter konzentrieren sie sich über den Kontinentalhängen. Die Fische laichen an der Küste Patagoniens und der Falklandinseln im Frühsommer, bei Neuseeland von Juni bis Juli. Der Südliche Wittling ernährt sich von Krill, Flohkrebsen, Ruderfußkrebsen, Kopffüßern und kleinen Fischen.